# Sherwood Lodge
Le Sherwood Lodge est une cabane dans le comté de Flathead, dans le Montana, aux États-Unis. Située sur les bords du lac McDonald, cette cabane en rondins construite vers 1919 est protégée au sein du parc national de Glacier. Elle est inscrite au Registre national des lieux historiques depuis le 26 décembre 2008, une inscription qui couvre aussi un hangar à bateaux voisin bâti dès 1917 environ.